# 福本和夫
福本 和夫（ふくもと かずお、1894年（明治27年）7月4日 - 1983年（昭和58年）11月16日）は、日本の経済学者。科学技術史家・思想史家・文化史家でもあり、福本イズムを打ち立てた。長男は福本邦雄。

## 人物
戦前期の日本共産党（第二次共産党）の幹部となり、その理論的指導者として活躍した。また、フランクフルト留学中、文化史という研究方法を学び、日本における文化史研究の先駆者の一人とされる。
福本は生前、自分の名前である「和夫」について、両親が「明治日本の出世頭」鳩山和夫にあやかったものと語っている。当時の筆名は、出身地にちなんで「北条一雄」としていた。

## 経歴
鳥取県久米郡下北条村（現・東伯郡北栄町）に福本信蔵の三男として生まれる。旧制倉吉中学校、旧制第一高等学校を経て、1920年（大正9年）東京帝国大学法学部を卒業。
卒業後、松江高等学校（現・島根大学）教授に就任。1922年（大正11年）文部省在外研究員として英独仏に2年半留学。留学先のドイツのワイマールにあるフランクフルト大学社会研究所で、ハンガリーの哲学者ルカーチ・ジェルジや、ドイツの思想家カール・コルシュの指導のもとでマルクス主義を学ぶ。
マルクスなどの思想家の書いた書物について、当時のほとんどの共産党員が、翻訳本を読んで議論をしていたのに対し、東京帝国大学を卒業し、3ヶ国留学経験があったことから、原文（各国の言語・原文）で理解し、読んでいたと言われている。
1924年（大正13年）9月に帰国し、山口高等商業学校（現・山口大学）教授に転任。帰国直後、『マルクス主義』に掲載された論文「経済学批判のうちに於けるマルクスの『資本論』の範囲を論ず」で、福田徳三・河上肇・高畠素之ら先行の資本論研究者を批判し、一躍注目を浴びた。
その後、山口高商を辞職して上京、当時弾圧により一時解党していた日本共産党の再建を図り、1925年、佐野学により結成された「共産党再建ビューロー」に参加した。さらに当時の社会主義運動のなかで大きな影響力を持っていた山川均の論文「無産階級運動の方向転換」（1922年）を、『マルクス主義』1926年2・5月号で発表した「山川氏の方向転換論の転換より始めざるべからず」で批判した。続けて発表した論文「方向転換はいかなる諸過程をとるか」「経済学批判におけるマルクス資本論の範囲を論ず」などではマルクスの唯物弁証法的方法により資本主義社会の現実の運動法則を明らかにするとともに、「分離･結合論」を展開した。『マルクス主義』1925年2月号に「唯物史観の構成過程」を発表し、河上肇の唯物史観の研究方法を攻撃した。
福本は山川イズムを「経済運動と政治運動との相違を明確にしない「折衷主義」であり、「組合主義」である」と批判し、運動を政治闘争に発展させるためには、理論闘争によって、労働者の外部からマルクス主義意識を注入する先鋭な前衛党による理論闘争と政治闘争の必要を説いた。続いて、『社会の構成　並に変化の過程』（1926年2月12日）『唯物史観と中間派史観』（1926年3月22日）『経済学批判の方法論』（1926年5月27日）『理論闘争』（1926年11月20日）などを刊行し、福本イズムを広める。
1926年（大正15年）12月、五色温泉で日本共産党第3回大会が極秘に開催され党の再建がなる（第二次共産党）と入党し、常任委員・党政治部長に就任、理論的指導者として大きな役割を果たした。中でも、「過程を過程する」などの抽象的かつ難解なレトリックにいろどられた福本の一種独特な文章は、たちまちのうちに学生・知識人の人気を集め、その理論は「福本イズム」と呼ばれ、共産党員や党周辺の活動家の間で圧倒的影響力を持った。
しかし、コミンテルンの「27年テーゼ」で福本イズムが批判されたために失脚し、党内での影響力を失った。1928年（昭和3年）6月、三・一五事件に連座して検挙された。その後、1942年（昭和17年）まで14年におよぶ獄中生活を送り、獄中で後述する「日本ルネサンス」研究の着想を得た。
第二次世界大戦後に釈放され、しばらく療養した後、1950年（昭和25年）党活動に復帰した。同年に行われた第2回参議院議員通常選挙では、鳥取県選挙区に日本共産党の公認候補として出馬したものの落選した。1951年9月にGHQのレッドパージ対象者の一人となり逮捕される。
コミンフォルムの日本共産党批判に端を発する「50年問題」（所感派・国際派を参照）では、統一協議会を組織して党の再建を主張した。六全協後には党中央との対立を深め、1958年に党より除名されたと思われ、これ以降は独立したマルクス主義者の立場を取った。ただ、福本が除名されたのかどうかは、今日まで確認し得ない（関幸夫『山川イズムと福本イズム』新日本出版社）。
その後は農業問題、日本ルネサンス史の研究に専念した。共産党を離れてからの福本は、近世の捕鯨技術などの研究を通じて、「日本ルネサンス」論の構築をめざした独特の科学技術史家として知られている。また、獄中期間から、浮世絵とフランス印象派の影響関係の研究者としてのパイオニアとなり、『北斎と印象派・立体派の人々』（昭森社、1955年）などを出版。
中華人民共和国の文化大革命を、一定の留保をつけながらも支持した。1983年死去。こぶし書房で著作集が刊行され、2011年5月に完結記念の集いが開かれた。

## 著書
- 『福本和夫自伝』全2巻、こぶし書房
- 『福本和夫初期著作集』（全4巻）、こぶし書房
- 『福本和夫著作集』（全10巻）、こぶし書房
  - 『マルクス主義の理論的研究』
  - 『自主性・人間性の回復をめざして』
  - 『農林業論』
  - 『中国思想の位相論』
- 『私の辞書論』河出書房新社
- 『日本ルネッサンス史論』法政大学出版局
- 『北斎と近代絵画』フジ出版社
- 『日本捕鯨史話』法政大学出版局
- 『日本ルネッサンス史論からみた幸田露伴』法政大学出版局
- 『唯物論者のみた梟』法政大学出版局
- 『フクロウ―私の探梟記』法政大学出版局
- 『書味真髄』フジ出版社

## 伝記
- 清水多吉『柳田國男の継承者 福本和夫』ミネルヴァ書房、2014年
- 『福本和夫の思想　研究論文集成』小島亮編、こぶし書房、2005年

## 関連人物
- 前田寛治

「前寛ばり」という流行語を生むなど芸術家に多大な影響を与え、昭和初期の洋画界で重要な役割を果たした洋画家のひとり。福本とは同郷（鳥取県東伯郡北条町）で、東京美術学校を卒業して研究所に進級後、パリの美術学校アカデミー・ド・ラ・グラン・ショーミエール留学時代に同郷の社会思想家である福本に出会い、その強い影響を受けている。
- 柳田國男

福本は文化史への関心から太平洋戦争末期の頃、柳田に書簡を寄せて問いあわせたり、息子の邦雄（当時17歳）を遣わして本を借りたりした。
「るす中、福本邦雄君来、和夫君の息子、本をもって来る」（3月27日）。
「福本邦雄君来、父のために『おかげまいり』の資料を借りていく」（3月30日）。
「福本邦雄来、父のために本をかえし、また『服装語彙（ごい）』かりて行く」（4月16日）。
「福本の子、本を返しに来る」（5月28日）
と柳田自身の日記にも記載されている。
- 葉山冬子（葉山峻の母親、葉山又三郎の妻）と共に神奈川県藤沢市の聶耳記念碑設置に藤沢市民として尽力した。